# Chiesa del Cuore Immacolato di Maria e di Sant'Ilario
La chiesa del Cuore Immacolato di Maria e di Sant'Ilario, anche conosciuta come santuario della Madonna Pellegrina o chiesa della Commenda è un edificio religioso di Rovigo, fa parte della diocesi di Adria-Rovigo ed è sede parrocchiale. 

## Storia
Il progetto del 1947 dell'architetto Orlando Veronese prevede la realizzazione in tempi diversi di un grandioso complesso parrocchiale.
Nel 1951 prendono avvio i lavori per costruire la Cappella, oggi teatro e Sala parrocchiale, che avrebbe funzionato da chiesa; una volta completata, nel 1952, verrà qui collocata la statua della Madonna Pellegrina che si trovava nell'oratorio della Beata Vergine di Pompei, popolarmente più nota come chiesetta delle "Fosse"; nello stesso anno la parrocchia è ufficialmente istituita con il titolo “Cuore Immacolato di Maria e S. Ilario”.
L'intitolazione vuole ricordare anche l'offerente, Ilario Bedendo, che per primo aveva donato il terreno per una chiesa a nord di Rovigo, nel 1937.
Sorgeranno tra 1952 ed il 1955 la Casa Canonica, la Scuola Materna, la Cripta.
La Chiesa viene edificata a partire dal 1955. Il 1º dicembre 1957 è inaugurata alla presenza del cardinal Angelo Giuseppe Roncalli, allora patriarca di Venezia, poi Papa Giovanni XXIII. Nel 1961 alla chiesa parrocchiale viene conferita la dignità di santuario.
La parrocchia prende il nome di Commenda in ricordo dell'antica chiesa intitolata a San Giovanni della Commenda dei Gerosolimitani.

## Descrizione

### Esterno
L'edificio in mattoni, a tre navate di uguale altezza, è semplice e lineare e preceduto da un portico. La facciata è articolata su tre ordini di arcate cieche che fanno da cornice ad un rosone in alabastro; sotto il timpano sono presenti i Quattro Evangelisti, opere in pietra realizzate dallo scultore Virgilio Milani (1888-1977). Si affaccia sulla piazza Fratelli Cervi, anch'essa progettata dal Veronese.

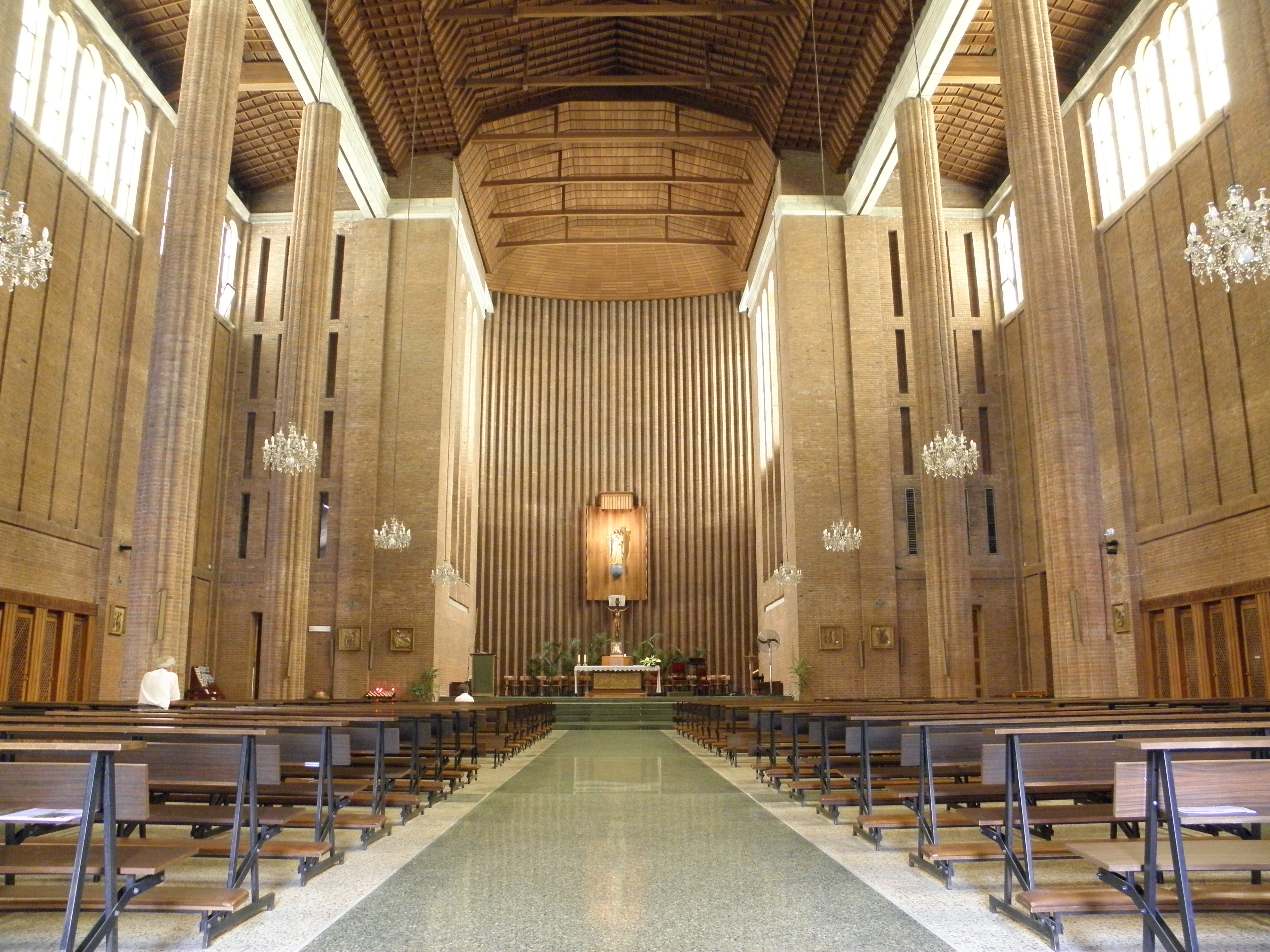
Cuore Immacolato di Maria e Sant'Ilario, navata centrale.

### Interno
L'interno è moderno dalle linee semplici: l'aula a tre navate costruita in mattoni è soverchiata dal soffitto in pino di Svezia a forma di carena di nave.
All'interno sono presenti alcune opere:
- È attribuita a Giovanni Caracchio la statua lignea della metà del XVI secolo che raffigura San Rocco; proviene dalla locale scomparsa chiesa di San Rocco[5].

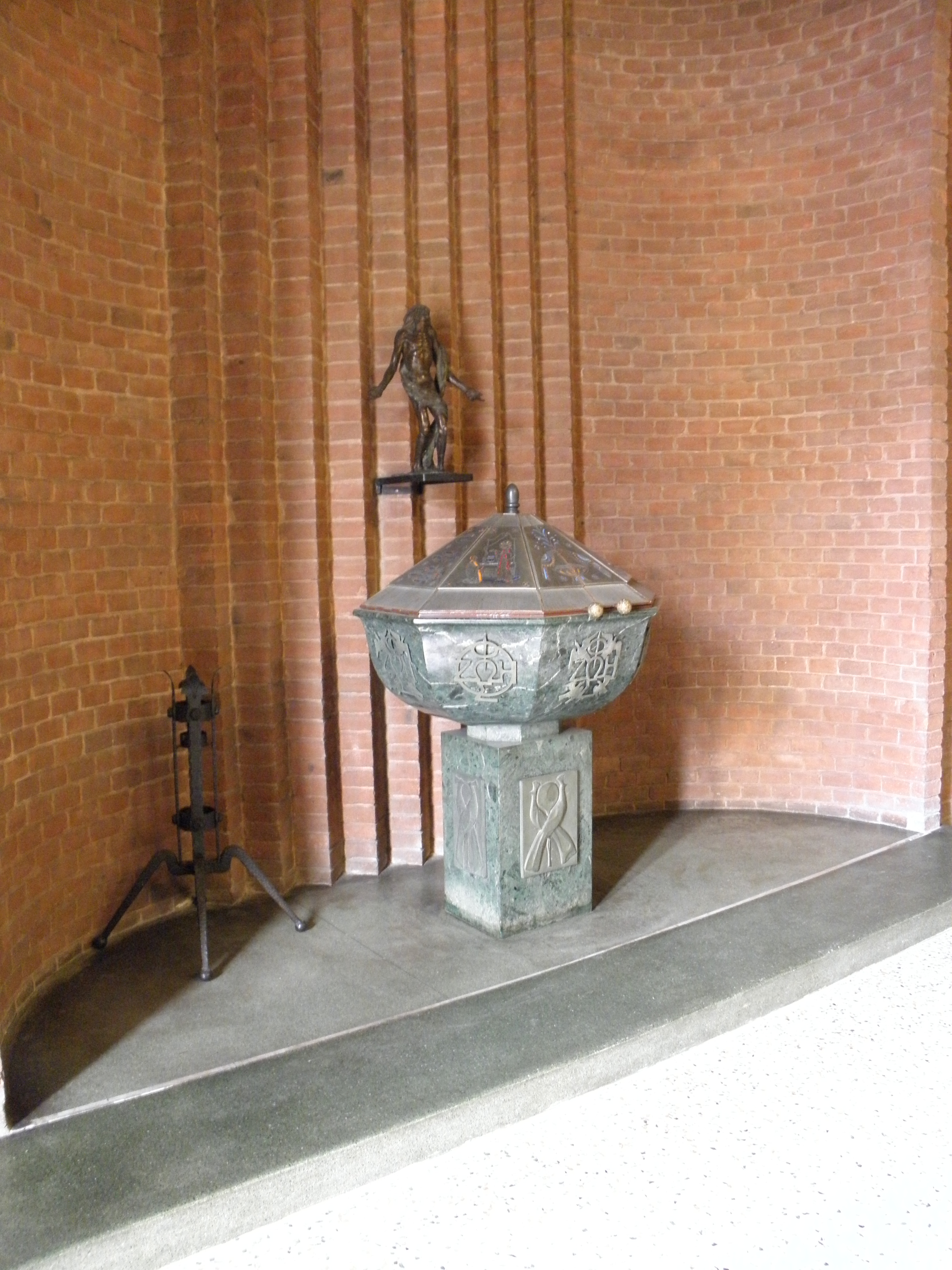
Cuore Immacolato di Maria e Sant'Ilario, fonte battesimale (Rovigo)

- Cuore Immacolato di Maria e Sant'Ilario, fonte battesimale (Rovigo)Lungo le pareti della navata sono esposte le 14 Stazioni della Via Crucis (1972), opera dello scultore Angelo Biancini (1911-1988), che ha eseguito anche la decorazione per il Fonte Battesimale progettate dall'architetto Orlando Veronese[1][5].
- La grande tela della Natività (1990-1994), in controfacciata, è opera di Giulio Giancaspro.